# Campeonato de Fútbol de Costa Rica 1944
El Campeonato de Fútbol de 1944, fue la edición número 24 de Liga de Fútbol de Costa Rica en disputarse, organizada por la FEDEFUTBOL.
El Orión F.C., alcanza su segundo y último título en la máxima categoría, lo alcanzaría de forma invicta.

## Equipos participantes
| Provincia | N.º | Equipos                                                             |
| --------- | --- | ------------------------------------------------------------------- |
| San José  | 4   | La Libertad, Gimnástica Española, Orión y Universidad de Costa Rica |
| Cartago   | 1   | Club Sport Cartaginés                                               |
| Heredia   | 1   | Club Sport Herediano                                                |
| Alajuela  | 1   | Liga Deportiva Alajuelense                                          |

## Formato del Torneo
Torneo disputado a dos vueltas, los equipos debían enfrentarse todos contra todos. El último lugar debería jugar una serie de promoción ante el campeón de la segunda división con el fin de evitar el descenso.

## Tabla de posiciones
| Equipo | Pts | PJ | PG | PE | PP | GF | GC | DG  |
| --- | --- | -- | -- | -- | -- | -- | -- | --- |
| Orión F.C. | 21  | 12 | 9  | 3  | 0  | 39 | 14 | +25 |
| Club Sport Herediano | 14  | 12 | 6  | 2  | 4  | 26 | 31 | -5  |
| Sociedad Gimnástica Española | 13  | 12 | 6  | 1  | 5  | 29 | 28 | 1   |
| Club Sport Cartaginés | 13  | 12 | 6  | 1  | 5  | 27 | 33 | -6  |
| Club Sport La Libertad | 12  | 12 | 6  | 0  | 6  | 31 | 34 | -3  |
| Universidad de Costa Rica | 11  | 12 | 4  | 1  | 6  | 30 | 28 | 2   |
| Liga Deportiva Alajuelense | 0   | 12 | 0  | 0  | 12 | 1  | 15 | -14 |
| Pts – Puntos; PJ – Partidos Jugados; PG - Partidos Ganados; PE - Partidos Empatados; PP - Partidos Perdidos; GF – Goles a Favor; GC – Goles en Contra; DG – Diferencia de Goles |     |    |    |    |    |    |    |     |

|La Liga Deportiva Alajuelense se retira del torneo en la primera fecha después de caer 4 por 1 ante Orión F. C. ,alegando fallos que atentaban a la institución de forma deportiva y económica, se le suspende los siguientes partidos los cuales se dan como pérdidas por 1 - 0 ante los siguientes rivales esto avalado por reglamento.
|-
|  |                  |
|  | Campeón Nacional |

|  |                                                                        |
|  | Disputa liguilla del no descenso contra el campeón de Segunda División |

| Campeón Orión F.C. Campeonato #2 |

Planilla del Campeón: José Torres, Edgar Silva, Ignacio García, Olman Vargas, Alberto Armijo, Hernán Solano, Mario Parreaguirre, Ricardo Jiménez, Ulises Alpizar, Mario Masís, Walter Allen, Hernán Umaña, Fernando Soto, Alfredo Piedra, Walker Rodríguez, Elías Valenciano, Marco Mora, Miguel Zeledón, Carlos Silva, Manuel Cantillo, Claudio Gómez, Rafael Campos, José Rodríguez, Alfredo García

## Torneos
| Predecesor: Campeonato 1943 | Liga de Fútbol de Costa Rica Campeonato 1942 | Sucesor: Campeonato 1945 |